# Памела Колман Сміт
Памела Колман Сміт (англ. Pamela Colman Smith; 16 лютого 1878, Пімліко, Вестмінстер, Великий Лондон, Англія, Велика Британія — 18 вересня 1951 Буде, Корнуолл, Англія, Велика Британія) — британська художниця, ілюстраторка, письменниця, видавниця, феміністка та окультистка. Створила ілюстрації для колоди таро Райдера — Вейта для Артура Едварда Вейта. Ця колода стала стандартом серед читачів карт таро і залишається найпоширенішою донині. Проілюструвала понад 20 книг, написала дві збірки ямайського фольклору, редагувала два журнали та керувала видавництвом Green Sheaf Press, які працюють із письменницями.

## Життєпис
Народилася в будинку 28 на Белгрейв-роуд у Пімліко, в центральній частині Лондона. Єдина дитина торговця з Брукліна Чарльза Едварда Сміта (сина мера Брукліна Сайруса Портера Сміта) та його дружини Коріни Колман (сестри художника Семюела Колмана). Перші десять років жила зі сім'єю в Манчестері. 1889 року, коли батько влаштувався працювати у West India Improvement Company (фінансовий синдикат, що займався розширенням ямайської залізничної системи), вони переїхали на Ямайку. На 1893 рік Сміт переїхала до Брукліну, де у віці 15 років вступила до інституту Пратта. Там вивчала мистецтво під керівництвом Артура Веслі Доу, художника, друкаря, фотографа та впливового педагога в галузі мистецтва.
Поки Сміт навчалася в художній школі, на Ямайці 1896 року померла її мати. Сама Сміт у ці роки хворіла і зрештою 1897 року залишила інститут, не отримавши диплома. Вона стала ілюстраторкою. Серед її перших про'ктів були «Ілюстровані вірші Вільяма Батлера Єйтса», книга Брема Стокера про актрису Еллен Террі та дві її власні книги «Ярмарок Віддікомба» та «Справедливе марнославство» (відсилання до «Ярмарку суєти»).
1899 року помер її батько, залишивши Сміт сиротою у віці 21 року. Того ж року повернулася до Англії, продовжуючи працювати ілюстраторкою та займаючись театральним дизайном для театру мініатюр. У Лондоні потрапила під крило театральної групи Ліцеум, очолюваної Террі (яка, як кажуть, дала їй прізвисько «Піксі»), Генрі Ірвінґом та Бремом Стокером, і подорожувала з ними країною, працюючи над костюмами та сценографією.
1901 року відкрила студію в Лондоні та щотижня влаштовувала дні відкритих дверей для художників, письменників, акторів та інших людей, пов'язаних із мистецтвом. Артур Ренсом, якому тоді було близько 20 років, описує один із таких «домашніх» вечорів та цікаве артистичне коло навколо Сміт у своїй книзі «Богемія в Лондоні», написаній 1907 року. Написала і проілюструвала дві книги про ямайський фольклор: «Annancy Stories» (1899) та «Chim-Chim, Folk Stories from Jamaica» (1905). До цих книг увійшли ямайські версії казок за участю традиційного африканського народного персонажа — павука Анансі. Продовжувала займатися ілюстрацією, виконуючи проєкти для Вільяма Батлера Єйтса та його брата, художника Джека Єйтса. 1911 року проілюструвала останній роман Брема Стокера «Лігво білого хробака» та 1913 року — книгу Еллен Террі про «Російські сезони» Сергія Дягілєва «Російський балет».
Підтримувала боротьбу за виборче право жінок та за допомогою колективу професійних ілюстраторів Suffrage Atelier надавала свої роботи для підтримки суфражизму у Великій Британії. Крім того, під час Першої світової війни безкоштовно створювала плакати та іграшки для Червоного Хреста.
1903 року заснувала власний журнал під назвою «Зелений сніп» (англ. The Green Sheaf), у якому друкувалися Єйтс, Кристофер Сент-Джон (Кристабель Маршалл), Сесіл Френч, А. Е. (Джордж Вільям Рассел), Гордон Крег (син Еллен Террі), Джон Тодхантер та інші. Журнал проіснував трохи більше року, вийшло всього 13 випусків.
Збентежена тим, що «Зелений сніп» не мав фінансового успіху, Сміт скерувала свої зусилля на створення в Лондоні невеликої друкарні. 1904 року заснувала видавництво The Green Sheaf Press, яке публікувало романи, поеми, казки та народні перекази, здебільшого написані жінками, принаймні до 1906 року.
1907 року Алфред Стігліц влаштував виставку картин Сміт у Нью-Йорку у своїй галереї «Маленькі галереї фотосекції» (також відомої як галерея 291), зробивши Сміт першою художницею, що виставилася в галереї, яка до того часу була присвячена винятково фотографічному авангарду. Стігліца заінтригувала синестетична чутливість Сміт. Вона в цей час малювала видіння, які виникали в неї під час прослуховування музики. Виставка була настільки успішною, що Стігліц випустив альбом платинових відбитків 22 її картин і виставив її роботи в 1908 та 1909 роках. Деякі не продані роботи Сміт залишились у Стігліца і потрапили до архіву Стігліц / Джорджії О'Кіф у Єльському університеті.
Єйтс познайомив Сміт із Герметичним орденом Золотої Зорі, до якого вона вступила 1901 року і в процесі познайомилася з Артуром Едвардом Вейтом. Коли Золота Зоря через особисті конфлікти розкололася, Сміт разом з Вейтом перейшла в Незалежний і Ректифікований Обряд Золотого Світанку (або Священний Орден Золотого Світанку). 1909 року Вейт доручив їй створити колоду Таро, привабливу для світу мистецтва, і в результаті з'явилася унікальна колода Таро Вейта — Сміт. Видана лондонським видавництвом William Rider & Son, вона досі залишається найпопулярнішою у світі колодою таро із 78 карт.
1911 року перейшла в римський католицизм. Після закінчення Першої світової війни отримала спадок від дядька, який дозволив їй орендувати будинок на півострові Лізард у Корнуоллі, популярному серед художників. Для отримання доходу вона організувала в сусідній будівлі будинок відпочинку для католицьких священиків. У Корнуоллі до неї приєдналася її давня подруга Нора Лейк, яка допомагала керувати будинком відпочинку. Окрім проєктів із ілюстрування книг та створення колоди таро, після раннього успіху у Стігліца в Нью-Йорку її мистецтво практично не знаходило комерційного застосування. Декілька її робіт, виконаних гуашшю, зібрав її двоюрідний брат, американський актор Вільям Джіллет, який грав Шерлока Холмса, і сьогодні їх можна побачити в його замку в Коннектикуті.
Померла у своїй квартирі в Bencoolen House у Буде 18 вересня 1951 року. Її майно продано з аукціону, щоб сплатити борги. Місце поховання невідоме, але, найпевніш, похована в безіменній могилі на цвинтарі Святого Михайла в Буде.

## Академічні дослідження
2022 року вийшла книга «Королева Жезлів: Історія Памели Колман Сміт, художниці, яка стоїть за колодою Таро Райдера — Вейта» (англ. The Queen of Wands: The Story of Pamela Colman Smith, the Artist Behind the Rider-Waite Tarot Deck) про життя та творчість Сміт. Книгу проілюструвала Кет Віллетт (англ. Cat Willett).